# Stymfalia
Stymfalia (in greco Στυμφαλία?) è un ex comune della Grecia nella periferia del Peloponneso di 2.852 abitanti secondo i dati del censimento 2001.
È stato soppresso a seguito della riforma amministrativa detta Programma Callicrate in vigore dal gennaio 2011 ed è ora compreso nel comune di Sykiona.

## Località
Stymfalia è formato dall'insieme delle seguenti località:
- Asprokampos
- Drosopigi
- Kaisari
- Kalianoi
- Kastania
- Kefalari
- Kyllini
- Lafka
- Psari
- Stymfalia